# Experiment BaBar

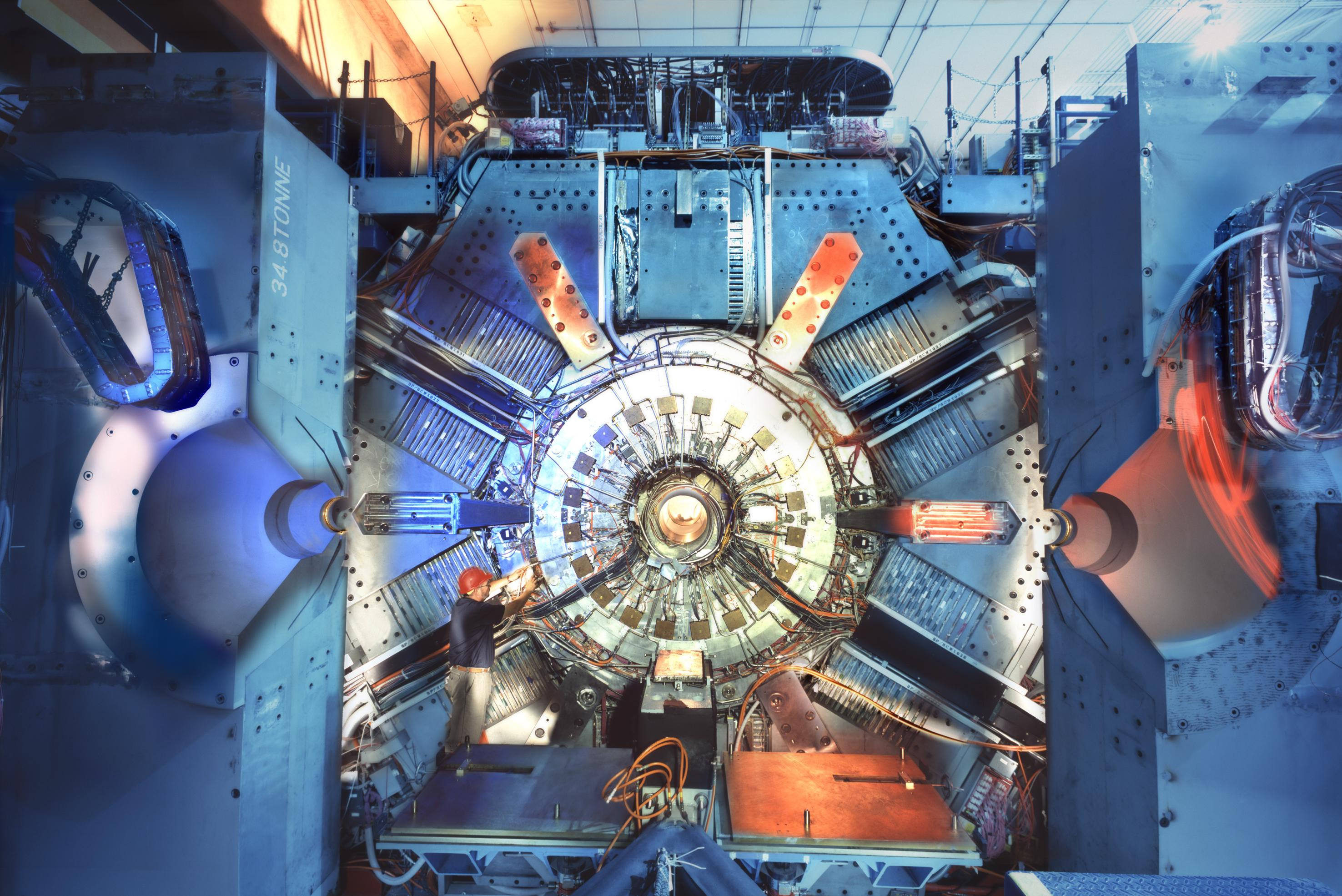
El detector BaBar a la instal·lació de l'accelerador lineal de Stanford. LES COL·LISIONS D'ELECTRONS I DE POSITRONS I ELS SEUS PRODUCTES DE DECADÈNCIA INTERACTEU AMB ELS SUBSISTEMES EN CAPES DEL DETECTOR BABAR PER PROPORCIONAR INFORMACIÓ QUE POGURIA AJUDAR ELS FÍSICS A APRENDRE SOBRE ELS MOMENTS PRÒNICS DEL NOSTRE UNIVERS I LES INTERACCIONS FUNDAMENTALS DE LA MATÈRIA. EL DETECTOR BABAR, PART DEL SISTEMA DE FÀBRICA B DE SLAC, PRODUIRÀ MESONS B I ANTI-B, PARELLS PARTÍCULA-ANTIPARTÍCULA PERQUÈ ELS CIENTÍFICS POGUIN INVESTIGAR L'ASSIMÈTRIA MATÈRIA-ANTIMATÈRIA A LA NATURA.

L'experiment BaBar, o simplement BaBar, és una col·laboració internacional de més de 500 físics i enginyers que estudien el món subatòmic a energies d'aproximadament deu vegades la massa en repòs d'un protó (~10 GeV). El seu disseny va ser motivat per la investigació de la violació de la paritat de càrrega. BaBar es troba al SLAC National Accelerator Laboratory, que és gestionat per la Universitat Stanford per al Departament d'Energia de Califòrnia.

## Física
BaBar es va crear per entendre la disparitat entre la matèria i el contingut d'antimatèria de l'univers mesurant la violació de la paritat de càrrega. La simetria CP és una combinació de simetria de conjugació C harge (simetria C) i simetria de paritat (simetria P), cadascuna de les quals es conserva per separat excepte en interaccions febles. BaBar se centra en l'estudi de la violació de CP al sistema mesó B. El nom de l'experiment es deriva de la nomenclatura del mesó B (símbol B) i la seva antipartícula (símbol B_, pronunciada B barra). En conseqüència, la mascota de l'experiment va ser escollida per ser Babar l'elefant :).
Si la simetria CP es manté, la taxa de desintegració dels mesons B i les seves antipartícules haurien de ser iguals. L'anàlisi de les partícules secundàries produïdes al detector BaBar va mostrar que no era així: l'estiu del 2002 es van publicar resultats definitius basats en l'anàlisi de 87 milions de B/B_ esdeveniments de parells de mesons, que mostren clarament que les taxes de decadència no eren iguals. L'experiment Belle va trobar resultats consistents al laboratori KEK al Japó.
La violació de CP ja estava predita pel model estàndard de física de partícules i estava ben establerta en el sistema de caons neutres (K /K_ parells de mesons). L'experiment BaBar ha augmentat la precisió amb la qual s'ha mesurat experimentalment aquest efecte. Actualment, els resultats són coherents amb el model estàndard, però una investigació addicional d'una major varietat de modes de decadència pot revelar discrepàncies en el futur.
El detector BaBar és un detector de partícules multicapa. La seva gran cobertura d'angle sòlid (gairebé hermètic), la ubicació del vèrtex amb una precisió de l'ordre de 10 μm (proporcionat per un detector de vèrtex de silici), una bona separació pió-kaon a moments multi- GeV (proporcionat per un detector ed Cherenkov nou) i la calorimetria electromagnètica de precisió d'un poc per cent (cristalls brillants CsI(Tl)) permeten una llista d'altres recerques científiques a part de la violació de CP al sistema mesó B. Són possibles estudis de desintegracions rares i cerques de partícules exòtiques i mesures de precisió de fenòmens associats amb mesons que contenen quarks de fons i charm, així com fenòmens associats amb leptons tau.

Principi dels detectors de vèrtex de silici: l'origen de les partícules, on es va produir l'esdeveniment que les va crear, es pot trobar extrapolant cap enrere a partir de les regions carregades (vermell) que queden als sensors.

El detector BaBar va deixar de funcionar el 7 d'abril de 2008, però l'anàlisi de dades està en curs.

## Descripció del detector
El detector BaBar és cilíndric amb la regió d'interacció al centre. A la regió d'interacció, els electrons de 9 GeV xoquen amb antielectrons de 3,1 GeV (de vegades anomenats positrons) per produir una energia de col·lisió del centre de massa de 10,58 GeV, corresponent a la ressonància ϒ(4S). El ϒ(4S) decau immediatament en un parell de mesons B, la meitat del temps B+ B− i la meitat del temps B0 B_0. Per detectar les partícules hi ha una sèrie de subsistemes disposats cilíndricament al voltant de la regió d'interacció. Aquests subsistemes són els següents, en ordre de dins a fora:
- Silicon Vertex Tracker (SVT)

- Cambra de deriva (DCH)
- Detector de llum Cherenkov reflectida internament (DIRC)
- Calorímetre electromagnètic (EMC)
- Imant
- Retorn de flux instrumentat (IFR)